# Daniel Sénélar
Pour les articles homonymes, voir Sénélar.
 (juin 2015).
Si vous disposez d'ouvrages ou d'articles de référence ou si vous connaissez des sites web de qualité traitant du thème abordé ici, merci de compléter l'article en donnant les références utiles à sa vérifiabilité et en les liant à la section « Notes et références ».
Daniel Sénélar né à Paris le 24 juin 1925 et mort à Saint-Maur-des-Fossés le 15 mars 2001 est un peintre français.

## Biographie
Présenté par Nicolas Untersteller (1900-1967) à l'École nationale supérieure des beaux-arts de Paris le 30 octobre 1947, Daniel Sénélar y intègre les ateliers de Nicolas Untersteller et de Maurice Brianchon en 1949. Il participe comme étudiant à des travaux de restauration au château de Versailles et à l'église Saint Jean de Neuilly-sur-Seine. Il obtient le grand prix de Rome en 1951 et devient pensionnaire de la villa Médicis à Rome de 1952 à 1955 sous la direction de Jacques Ibert (1890-1962). Il devient professeur à l'École des beaux-arts de Lille de 1966 à 1977, puis à l'École nationale supérieure d'architecture et de paysage de Lille de 1977 à 1990.

## Collections publiques
- Neuilly-sur-Seine, bibliothèque municipale : fresque.
- Paris, École nationale supérieure des beaux-arts : 
  - Figure peinte, 1950, huile sur toile, concours de la figure peinte ;
  - Entraînement des chevaux de course en hiver, 1950, huile sur toile, pour le prix Albéric Rocheron ;
  - Le Cheval compagnon de l'homme, 1951, huile sur toile, prix de Rome en 1951 ;
  - Joueurs de cartes dans un salon ou un café, 1952, huile sur toile, pour le prix Fortin d'Ivry et le concours d'esquisse peinte.
- Diverses œuvres dans des bâtiments publics[Lesquels ?], dans le cadre du 1% artistique[réf. nécessaire].

## Expositions
- 1977 : Antibes, musée Picasso, Les cinquante derniers Premiers Grands Prix de Rome, exposition collective.

## Récompenses
- 1950 : prix Albéric Rocheron ; premier prix et première médaille à l'École nationale supérieure des beaux-arts.
- 1951 : lauréat du grand prix de Rome pour Le Cheval compagnon de l'homme.
- 1952 : prix Fortin d'Ivry.

## Élèves notables
- Hugues Absil, peintre.